# Sly
 Sly  — це перший сингл гурту «Massive Attack», з альбому Protection, який був випущений у листопаді 1994 року.

## Трек-листи
1. Sly (7" Edit) 4:10
2. Sly (7 Stones Mix) 5:58
3. Sly (Underdog Mix) 5:19
4. Sly (Underdog Double Bass & Accapella) 3:36